# Richards-Rundle-Syndrom
Die Richards-Rundle-Syndrom ist eine sehr seltene angeborene Erkrankung mit den Hauptmerkmalen kleinhirnbedingte Ataxie, Taubheit, Hypogonadotroper Hypogonadismus und Geistige Retardierung.
Synonyme sind: Familiäres Ataxie-Hypogonadismus-Syndrom; englisch Ketoaciduria-intellectual disability-ataxia-deafness syndrome
Die Bezeichnung bezieht sich auf die Autoren der Erstbeschreibung aus dem Jahre 1959 durch die englischen Ärzte B. W. Richards und A. T. Rundle.

## Verbreitung und Ursache
Häufigkeit und Ursache sind nicht bekannt, die Vererbung erfolgt autosomal-rezessiv.

## Klinische Erscheinungen
Klinische Kriterien sind:
- Krankheitsbeginn im Kleinkindesalter
- Zunehmende Ataxie, gliedmassenbetont
- Muskelhypotonie, verzögerter Laufbeginn
- Hyporeflexie bis später Areflexie
- Horizontaler Nystagmus
- zunehmende Schwerhörigkeit bis Taubheit
- Geistige Retardierung nach normaler Entwicklung während der ersten beiden Lebensjahre
- Hypogenitalismus (Leidig-Hypogonadismus, primäre Amenorrhoe)
- Hypogonadotroper Hypogenitalismus
- Kyphoskoliose, Hohlfuß, Klumpfuß
- Atrophie der kleinen Handmuskeln

## Pathologie
Es besteht eine Systematrophie des Nucleus olivaris und Kleinhirnes mit Degeneration von Nervenbahnen der Medulla oblongata, Pons, spinal und Beteiligung peripherer Nerven.